# Ispoure
Ispoure település Franciaországban, Pyrénées-Atlantiques megyében. Lakosainak száma 671 fő (2022. január 1.). Ispoure Ascarat, Jaxu, Ossès, Saint-Jean-le-Vieux, Saint-Jean-Pied-de-Port és Uhart-Cize községekkel határos.

## Népesség
A település népességének változása:
| Lakosok száma | 629  | 673  | 686  | 673  | 673  | 672  | 674  | 675  | 671  |
|               | 2013 | 2015 | 2016 | 2017 | 2018 | 2019 | 2020 | 2021 | 2022 |